# Cualbra regera
La cualbra regera o puagra groga (Russula aurea) és una espècie de fong de l'ordre dels russulals (Russulales). És una cualbra de color daurat ataronjat.

## Morfologia
Barret de fins a 10 cm de diàmetre, amb làmines lliures de color groc crema, fines i atapeïdes.
Peu de fins a 8 cm d'alçària, blanc, groguenc a la base.
Carn blanca, que fàcilment s'esmicola entre els dits, sense olor remarcable i suau gust dolç.

## Hàbitat
És molt primerenca i surt ja a la darreria d'estiu, preferentment en boscos de caducifolis, i va apareixent durant tota la tardor.

## Comestibilitat
És un bolet comestible força apreciat, però difícil de trobar-lo sa, ja que gairebé sempre es troba envaït de larves.

## Possibles confusions amb altres bolets
Es pot confondre amb altres rússules vermelles, generalment de làmines blanques (Russula emetica, Russula sanguinea, etc.) que són molt coents i anomenades escaldabecs per aquesta raó. Es distingeix amb facilitat pel gust de la carn en cru.
També es pot confondre amb l'ou de reig, ja que moltes vegades el barret és del mateix color taronja viu. De fet, la confusió només és possible pel color del barret, ja que el reig té el peu embolcallat per una volva i guarnit amb un anell.